# Artificial Intelligence System
Artificial Intelligence System era un progetto di calcolo distribuito basato sulla piattaforma BOINC intrapreso dalla Intelligence Realm Inc. con l'obiettivo a lungo termine di simulare il cervello umano in tempo reale, completo di coscienza artificiale e intelligenza artificiale forte. Gli sviluppatori del progetto sostenevano di aver trovato il “meccanismo della rappresentazione della conoscenza nel cervello, che è equivalente a trovare l'intelligenza artificiale”, e avevano dato inizio alla fase di sviluppo.

## La scienza
L'obiettivo iniziale del progetto era di ricreare la più grande simulazione del cervello realizzata fino ad oggi, opera del neuroscienziato Eugene M. Izhikevich dell'Istituto per le Neuroscienze di San Diego (California), che ha simulato cento miliardi di neuroni (il numero stimato dei neuroni umani) in 50 giorni, usando un cluster di 27 processori da 3 GHz. Izhikevich ha estrapolato che una simulazione in tempo reale del cervello non potrà essere raggiunta prima del 2016. Lo scopo ultimo del progetto è quello di confutare questa predizione.
L'Artificial Intelligence System simulava il cervello attraverso una rete neurale artificiale. Attualmente utilizzava il Modello di Hodgkin-Huxley, ma molti altri modelli (forse centinaia) sarebbero stati utilizzati in futuro.
L'applicazione aveva quattro moduli primari: creare neuroni, simularli, visualizzarli e, infine, acquisire la conoscenza. Sebbene fosse ancora nelle prime fasi dello sviluppo, il generatore neuronale poteva eventualmente utilizzare algoritmi genetici per generare neuroni per la simulazione.
Il modulo di acquisizione della conoscenza implica la fornitura di informazioni al sistema e la sua formazione per costruire la sua base di conoscenze.
Il 4 agosto 2008 Il progetto aveva simulato con successo oltre 160 miliardi di neuroni.
Il progetto è stato chiuso nel novembre del 2010 in quanto il software utilizzato sulla piattaforma BOINC risultava non funzionante.